# Esparteína
La esparteína es un alcaloide aislado de varias plantas de la familia de las fabáceas, pertenecientes a los géneros Lupinus, Cytisus, Baptisia,  Genista, Pelargonium, Sophora y Ammodendron.

## Actividad biológica
La esparteína es un agente antiarrítmico y bloqueador de canales de sodio. Puede quelar iones de calcio y magnesio.[cita requerida] No está aprobado por la FDA como antiarrítmico.